# Obsolete (album de Dashiell Hedayat)
Pour les articles homonymes, voir Obsolete.
Albums par Dashiell Hedayat
La Devanture des ivresses
(1969)
Albums par Gong
Continental Circus
(1971) Flying Teapot
(1973)
Obsolete est le second et dernier album de Dashiell Hedayat (le premier, La Devanture des ivresses, est sorti sous le pseudonyme de Melmoth), sorti en 1971 sur le label Shandar. Il est accompagné ici par des musiciens du groupe Gong ainsi que par l'auteur William Burroughs. 

## Historique
L'album est enregistré dans le studio Strawberry du château d'Hérouville en compagnie des musiciens du groupe Gong. Ceux-ci sont alors en train d'enregistrer leur deuxième album, Camembert électrique au même endroit.
Dashiell Hedayat avait composé et écrit cet album dès 1969 mais l'enregistrement ne se fait qu'en août 1971. L'écrivain-musicien minimisera l'importance des musiciens de Gong, comparant sa situation avec celle de Bob Dylan lorsque celui-ci choisit The Band pour l'accompagner en 1965. Néanmoins le son "Gong" domine l'album d'un bout à l'autre.
Sa première édition sur le label Shandar en 1971 (référence 10 009) passe largement inaperçue malgré une pochette rose en carton gaufré très reconnaissable et un titre aussi énigmatique que le nom de l'auteur. Une seconde édition a quand même lieu en 1974, toujours sur Shandar (référence SR 83 512).
L'album sera réédité en CD par Mantra, d'abord en 1992, puis en 2008.
Selon l'édition française du magazine Rolling Stone, cet album est le 81e meilleur album de rock français. Il est également inclus dans l'ouvrage Philippe Manœuvre présente : Rock français, de Johnny à BB Brunes, 123 albums essentiels.
« Obsolete est un disque unique ; un album sans véritable équivalent dans l’histoire de la musique : en quatre morceaux seulement, Dashiell Hedayat & Gong ont enregistré un disque prodigieux, définitif et indispensable. ».

## Les titres de l'album

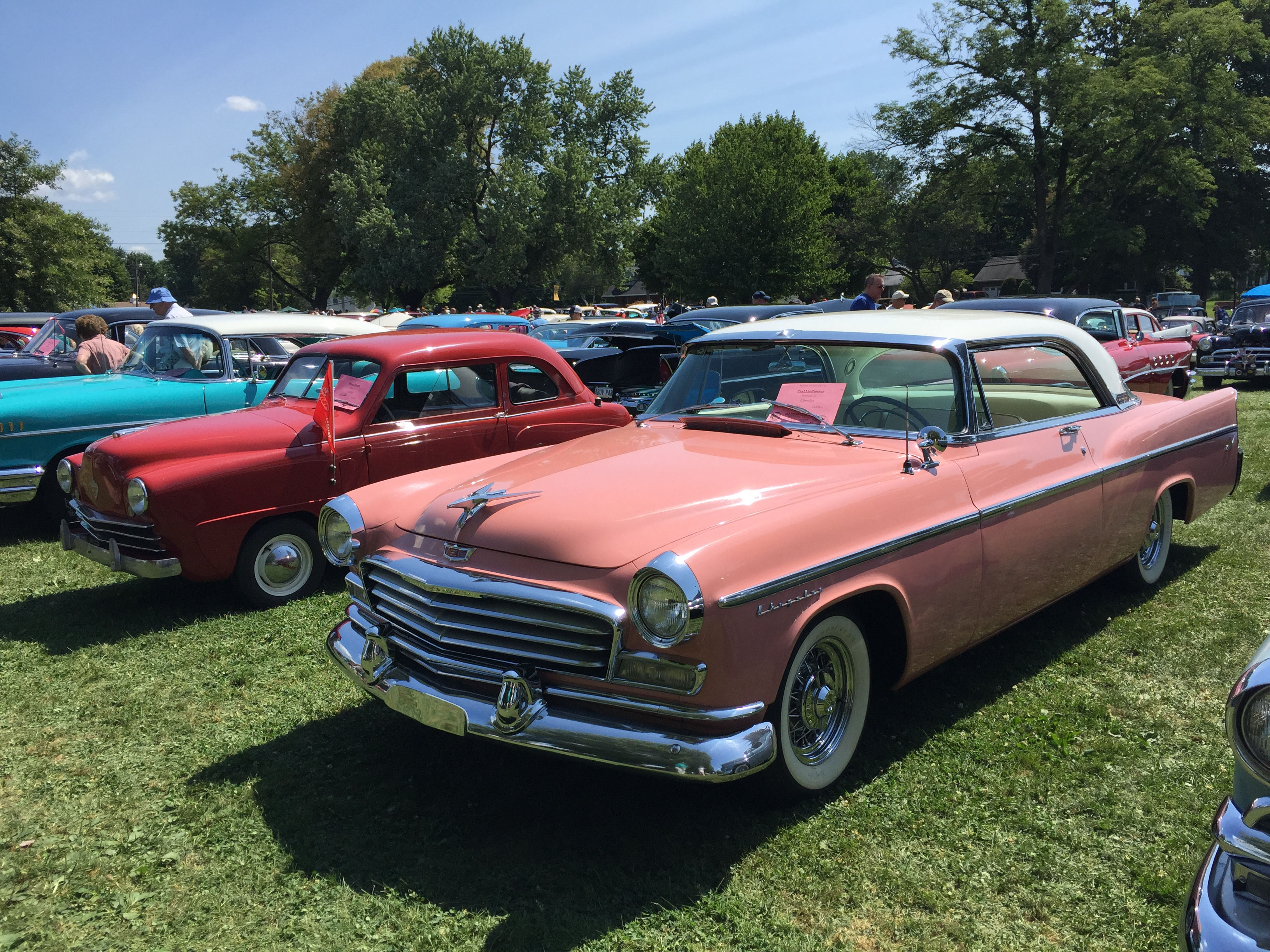
Chrysler (rose)

### Face 1
1. Eh Mushroom, Will You Mush my Room ? - 19:40
  1. Chrysler (Rose) - 6:40
  2. Fille de l'ombre - 2:18
  3. Long Song for Zelda - 7:45

### Face 2
1. Cielo Drive / 17 - 21:09

## Les musiciens
- Dashiell Hedayat : guitare, chant, claviers
- Daevid Allen : guitare solo
- Christian Tritsch : basse, guitare acoustique
- Didier Malherbe : saxophone, flûte
- Pip Pyle : batterie, percussion, guitare sur "Cielo Drive 1/7"
- Gilli Smyth : voix, murmures intergalactiques
- William Burroughs : Voix sur Long song for Zelda
- Sam Ellidge (fils de Robert Wyatt): voix de bébé[4]